# Creag a' Mhaim
Creag a' Mhaim är ett berg i Storbritannien.   Det ligger i kommunen Highland och riksdelen Skottland, i den nordvästra delen av landet, 700 km nordväst om huvudstaden London. Toppen på Creag a' Mhaim är 947 meter över havet, eller 85 meter över den omgivande terrängen. Bredden vid basen är 0,97 km.
Terrängen runt Creag a' Mhaim är huvudsakligen kuperad. Trakten runt Creag a' Mhaim är nära nog obefolkad, med mindre än två invånare per kvadratkilometer. Det finns inga samhällen i närheten. Trakten runt Creag a' Mhaim består i huvudsak av gräsmarker.